# 美凤蝶属
美凤蝶属（学名：Menelaides），也称蓝凤蝶属，是凤蝶科下的一个属。

## 下属物种
本属包括以下物种：
- 红基蓝凤蝶 Menelaides alcmenor
- 红尾蓝凤蝶 Menelaides bootes
- 蓝凤蝶 Menelaides protenor